# 亨利·馬丁·羅伯特
亨利·馬丁·羅伯特（Henry Martyn Robert，1837年5月2日—1923年5月11日）是一位美國陸軍准將，曾參與豬戰與南北戰爭，也是《羅伯特議事規則》的作者。他撰寫的《羅伯特議事規則》廣為美國各級組織採用為議事程序，確立美國組織的議事規則。
羅伯特生於美國南卡羅萊納州傑斯帕縣，後舉家搬遷至俄亥俄州，原因是他的牧師父親約瑟夫·湯瑪士·羅伯特（Joseph Thomas Robert）堅決反對奴隸制；約瑟夫·羅伯特後為莫爾豪斯學院校長，至今該校仍有一棟宿舍以他的名字命名。亨利·羅伯特長大後離開俄亥俄州，前往紐約州就讀西點軍校，1857年畢業，之後就成為一位工兵。
豬戰期間，他在西拉·凱西將軍指揮下於聖磺島上修築防禦工事。南北戰爭期間，他被調派進美國陸軍工程兵團，協防華盛頓特區與幾座新英格蘭地區港口。1867年至1871年間，他在太平洋指揮部擔任陸軍工程師，用兩年時間治理奧勒岡及華盛頓州地區河川，用六年時間擴建格林貝、北威斯康辛及密西根州的港口。其後又參與改建歐斯維格、費城、長島海灣的港口，與坎伯蘭河及田納西河上的水閘與水壩。1897年至1901年間調往西南指揮部，開始研究如河濬深密西西比河上的西南通道。
1897年至1901年間，羅伯特出任工程師委員會（Board of Engineers）主席，該委員會曾在加爾維斯敦暴風雨後參與修建加爾維斯敦市的海堤，1901年4月30日升為准將，且被委派為陸軍工程兵團首席工程師。羅伯特在1901年5月2日退伍。
亨利·羅伯特在1923年5月11日逝世於紐約州霍內爾，其後下葬於阿靈頓國家公墓。
羅伯特最著名的成就是撰寫《議事規則袖珍手冊》（Pocket Manual of Rules of Order for Deliberative Assemblies），簡稱為《羅伯特議事規則》，初版發行於1876年，參考美國眾議院議事程序，整理成民間團體也可用的議事規則。羅伯特撰寫此書的動機來自某次由他擔任主席的教會會議；位於麻塞諸塞州新伯福威廉街149號的第一浸信會教會，當時正因廢奴主義陷入激烈辯論。羅伯特的那場會議失敗了，於是下定決心要學習議事程序。他出版《羅伯特議事規則》時，從未預期這本書會成為日後美國國會、各州議會與其它各種美國組織的議事規範。

## 著作
- Robert, Henry Martyn. . Chicago: S. C. Griggs. 1876 （英语）.

## 外部連結
- Robert's Rules of Order - 古腾堡计划
- 在Find a Grave上的亨利·馬丁·羅伯特